# Poecilopsis felkeli
Poecilopsis felkeli är en fjärilsart som beskrevs av Harrison. Poecilopsis felkeli ingår i släktet Poecilopsis och familjen mätare. Inga underarter finns listade i Catalogue of Life.